# Festuca sanctae-martae
Festuca sanctae-martae är en gräsart som beskrevs av Stancík. Festuca sanctae-martae ingår i släktet svinglar, och familjen gräs. Inga underarter finns listade i Catalogue of Life.